# Pöndorf
Pöndorf là một đô thị thuộc huyện Vöcklabruck thuộc bang Oberösterreich, Áo. Đô thị Pöndorf có diện tích 51 km², dân số thời điểm năm 2006 là 2269 người.